# Општина Ваду Сапат (Прахова)
Ваду Сапат (рум. Vadu Săpat) општина је у Румунији у округу Прахова.
Oпштина се налази на надморској висини од 164 m.

## Становништво

### Хронологија
| Година       | 2004 | 2005 | 2006 | 2007 | 2008 | 2009 | 2010 | 2011 | 2012 | 2013 | 2014 | 2015 | 2016 | 2017 |
| ------------ | ---- | ---- | ---- | ---- | ---- | ---- | ---- | ---- | ---- | ---- | ---- | ---- | ---- | ---- |
| Становништво | 1781 | 1777 | 1794 | 1801 | 1816 | 1820 | 1790 | 1797 | 1774 | 1766 | 1742 | 1735 | 1715 | 1701 |